# Aden Young
Aden Young (n. 1972, Toronto, Canada) este actor, scenarist, regizor și editor de film australiano–canadian, care a jucat în multe filme cum ar fi Răzbunarea, Întoarcerea blondei, Nu căuta dacă nu ai nevoie etc.

## Filmografie

### Actor

#### Film
| An   | Titlu                                  | Rol                       | Note                            |
| ---- | -------------------------------------- | ------------------------- | ------------------------------- |
| 1991 | Black Robe                             | Daniel                    |                                 |
| 1992 | Over the Hill                          | Nick                      |                                 |
| 1993 | Sniper                                 | Doug Papich               |                                 |
| 1993 | Love in Limbo                          | Barry McJannet            |                                 |
| 1993 | Broken Highway                         | Angel                     |                                 |
| 1993 | Shotgun Wedding                        | Jimmy Becker              |                                 |
| 1994 | Exile                                  | Peter Costello            |                                 |
| 1994 | Metal Skin                             | Joe                       |                                 |
| 1995 | Audacious                              | Stanley                   |                                 |
| 1996 | Cosi                                   | Nick                      |                                 |
| 1996 | River Street                           | Ben                       |                                 |
| 1996 | Hotel de Love                          | Rick Dunne                |                                 |
| 1997 | Paradise Road                          | Bill Seary                |                                 |
| 1998 | Under Heaven                           | Buck                      |                                 |
| 1998 | Cousin Bette                           | Count Wenceslas Steinbach |                                 |
| 1999 | Molokai: The Story of Father Damien    | Dr. Kalewis               |                                 |
| 2001 | The War Bride                          | Charlie                   |                                 |
| 2001 | Serenades                              | Johann                    |                                 |
| 2002 | The Crocodile Hunter: Collision Course | Ron Buckwhiler            |                                 |
| 2004 | Human Touch                            | George                    |                                 |
| 2005 | The Bet                                | Angus                     |                                 |
| 2007 | In the Company of Actors               | Himself/Eljert Lovburg    |                                 |
| 2007 | The Goat That Ate Time                 | Narrator                  | Film de scurtmetraj; voice only |
| 2007 | Flipsical                              | Unknown                   | Film de scurtmetraj             |
| 2008 | Salvation                              | Gloria's Acolyte          |                                 |
| 2009 | Lucky Country                          | Nat Doole                 |                                 |
| 2009 | Shot Open                              | Dodek                     | Film de scurtmetraj             |
| 2009 | Mao's Last Dancer                      | Dilworth                  |                                 |
| 2010 | Beneath Hill 60                        | Major North               |                                 |
| 2010 | The Tree                               | Peter                     |                                 |
| 2010 | Kissing Point                          | Mark Logan                | Film de scurtmetraj             |
| 2011 | Killer Elite                           | Meier                     |                                 |
| 2013 | Final Recipe                           | Sean                      |                                 |
| 2014 | I, Frankenstein                        | Dr. Victor Frankenstein   |                                 |
| 2014 | Frontera                               | Sheriff Randall Hunt      |                                 |
| 2015 | The Unseen                             | Bob Longmore              |                                 |

#### Televiziune
| An           | Titlu            | Rol                   | Note                                                                         |
| ------------ | ---------------- | --------------------- | ---------------------------------------------------------------------------- |
| 2003         | After the Deluge | Young Cliff           | Film TV                                                                      |
| 2006         | Two Twisted      | Patrick Dempsey/Clone | Season 1, Episode 7: "Soft Boiled Luck"                                      |
| 2007         | The Starter Wife | Jorge Stewart         | 6 episodes                                                                   |
| 2011         | East West 101    | Kendrick              | Season 3, Episode 6: "Behold a Pale Horse" Season 3, Episode 7: "Revelation" |
| 2013–prezent | Rectify          | Daniel Holden         | 3 seasons, 22 episodes                                                       |
| 2014         | Rake             | Joshua                | Sez. 3, Episode 3                                                            |
| 2014         | The Code         | Randall Keats         | 4 episodes< 4 aired as of 13 Oct 2014                                        |
| 2015         | The Principal    | -                     | 4 episode                                                                    |

### Regizor/scenarist/editor
| An   | Titlu                       | Credite | Credite   | Credite | Note                |
| An   | Titlu                       | Regizor | Scenarist | Editor  | Note                |
| ---- | --------------------------- | ------- | --------- | ------- | ------------------- |
| 1998 | The Order                   | Da      | Da        | Da      | Film de scurtmetraj |
| 2007 | The Rose of Ba Ziz          | Da      | Da        | Da      | Film de scurtmetraj |
| 2007 | Loene Carmen Nashville High | Da      | Nu        | Da      | Videoclip           |
| 2009 | Loene Carmen Mimic the Rain | Nu      | Nu        | Da      | Videoclip           |
| 2009 | Salvation                   | Nu      | Nu        | Da      |                     |
| 2009 | Kalaupapa Heaven            | Nu      | Nu        | Da      | Documentar          |
| 2011 | Waste Not                   | Nu      | Nu        | Da      | Documentar          |